# Georges Bernanos
Louis Émile Clément Georges Bernanos, född 20 februari 1888 i Paris, död 5 juli 1948 i Neuilly-sur-Seine, var en fransk författare. Han är som författare mest känd för sina "prästromaner" – d.v.s. romaner om präster – som ofta formas till kritik av den halvljumma, kompromissande religiositeten. Själv var han katolik, mystiker och djupt religiös.

## Biografi
Bernanos avlade juridisk examen vid Institut catholique de Paris och arbetade som försäkringsinspektör. I första världskriget deltog han som kavallerist, och blev sårad och dekorerad. Han debuterade med romanen Sous le soleil de Satan (Under djävulens färla, 1926; på svenska 1928), där han skildrar kampen mellan människan och djävulen, och fick med denna en omedelbar, stor framgång som författare. Därefter försörjde han sig genom sitt författande. Ekonomiska svårigheter tvingade honom dock att flytta till Mallorca med sin stora familj.
Därpå följde Journal d'un curé de campagne (Prästmans dagbok, 1936; på svenska 1947), som också filmades. År 1937 kom den korta Nouvelle histoire de Mouchette (Den våldtagna eller Historien om Mouchette; på svenska 1948 resp. 1958), som är helt fri från teologiska resonemang men genomsyrad av en stark medkänsla med den mänskliga misären.
Bernanos var monarkist och motståndare till såväl demokrati som diktatur, och var i sin ungdom medlem i den ultrakonservativa rörelsen Action française. Redan 1938 försökte han väcka det franska medvetandet om vad som hände i Spanien med den starkt Franco-fientliga skriften Les grands cimetières sous la lune. Under andra världskriget vistades Bernanos i Brasilien, där han allierade sig med Charles de Gaulle och framträdde som en av det fria Frankrikes främsta propagandister. 
Samtidigt fullbordade han den roman, som han själv satte högst, Monsieur Ouine (Herr Ouine, 1943; på svenska 1951), som inte kom ut i en fullständig upplaga förrän 1955. Den framställer den andliga dödens kyla och tomhet. Efter hans död hade också hans drama Dialogues des Carmélites (Karmeliterna, 1949; på svenska 1951) stor internationell framgång.